# Silverbandssvärmare
Silverbandssvärmare (Hippotion celerio) är en fjärilsart som beskrevs av Carl von Linné 1758. Silverbandssvärmare ingår i släktet Hippotion och familjen svärmare. Arten förekommer tillfälligt i Sverige, men reproducerar sig inte. Inga underarter finns listade i Catalogue of Life.

## Bildgalleri

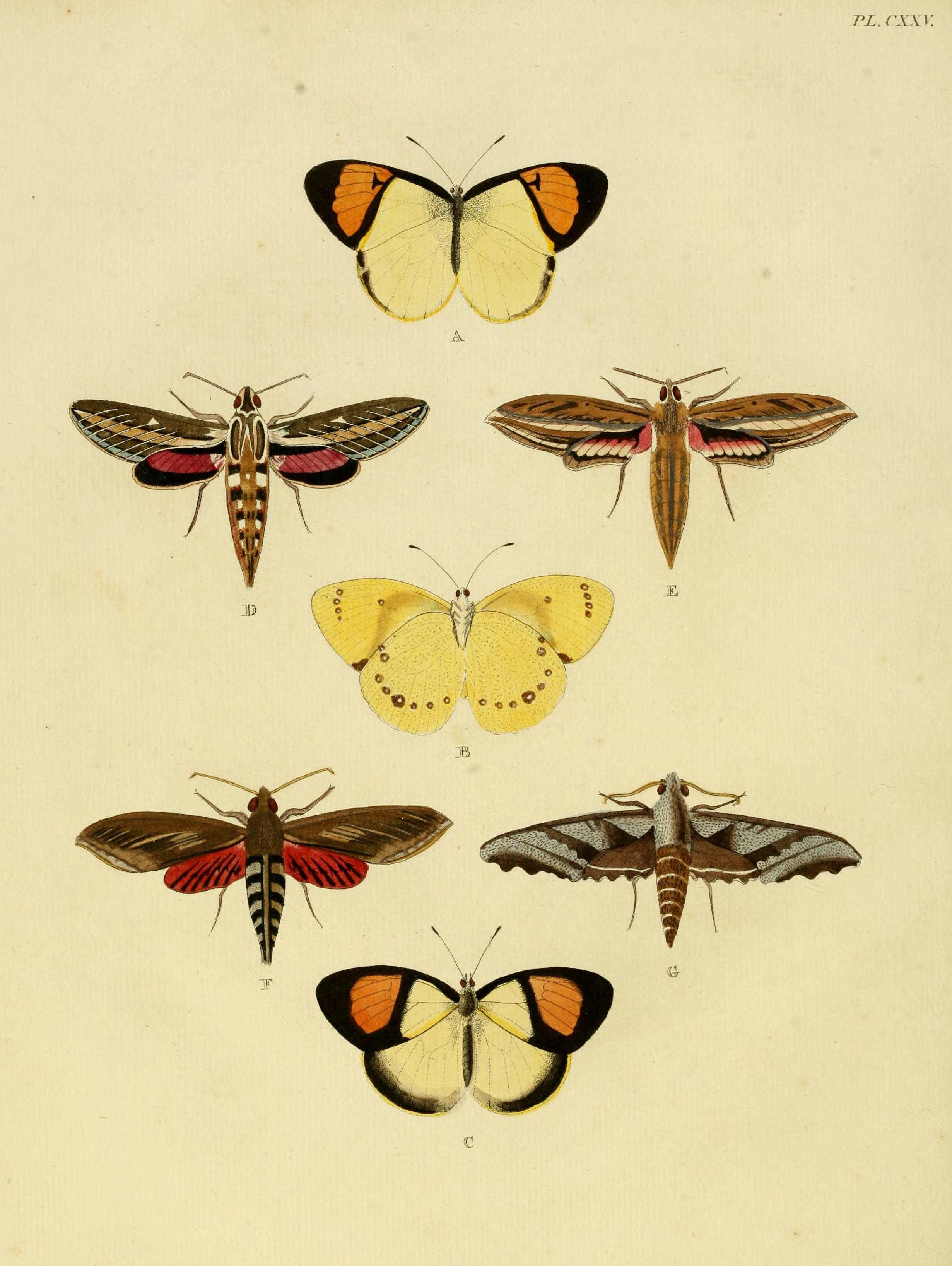
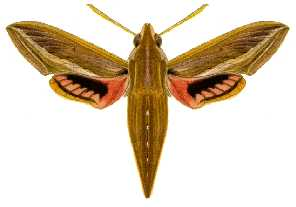
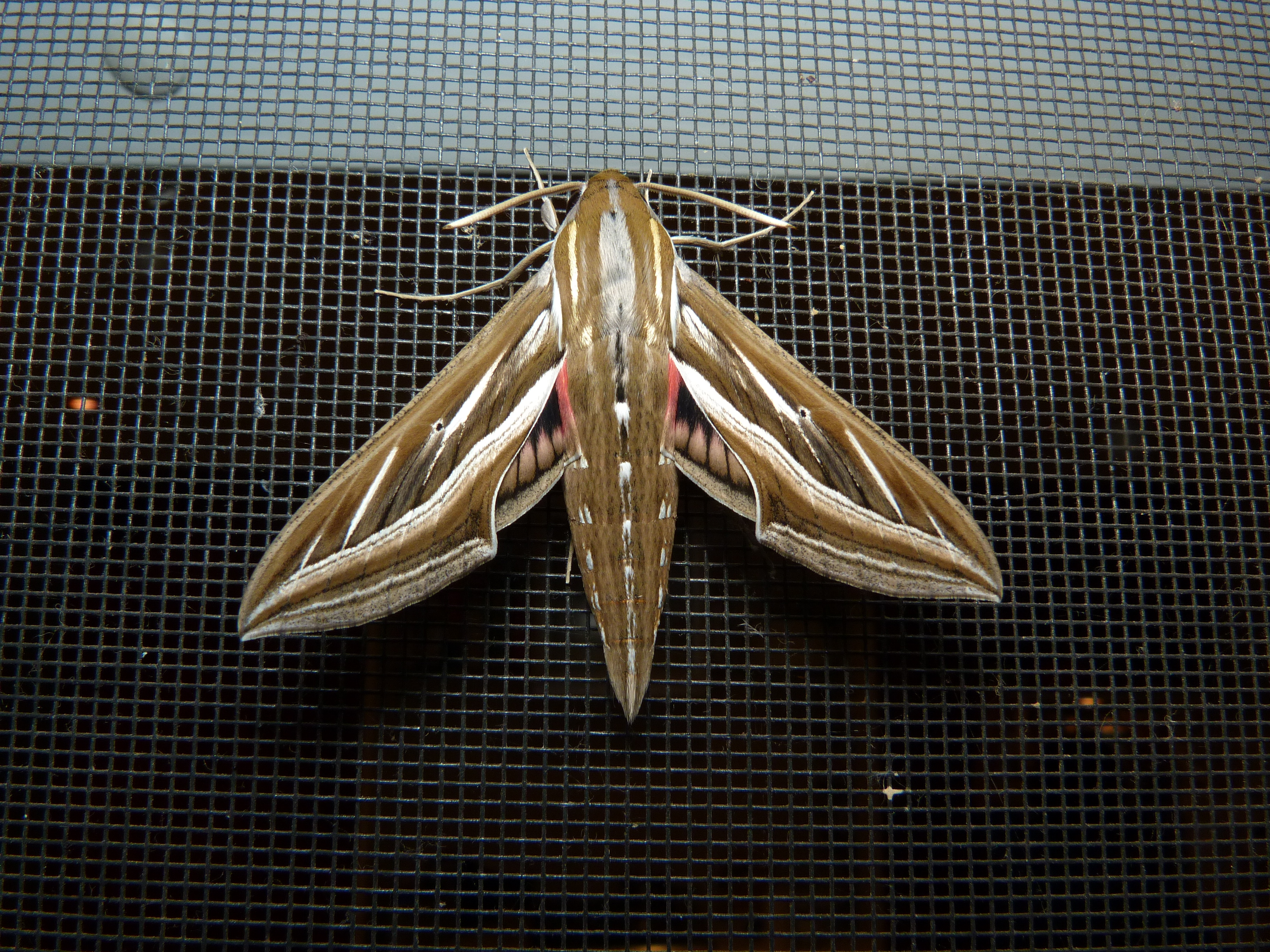
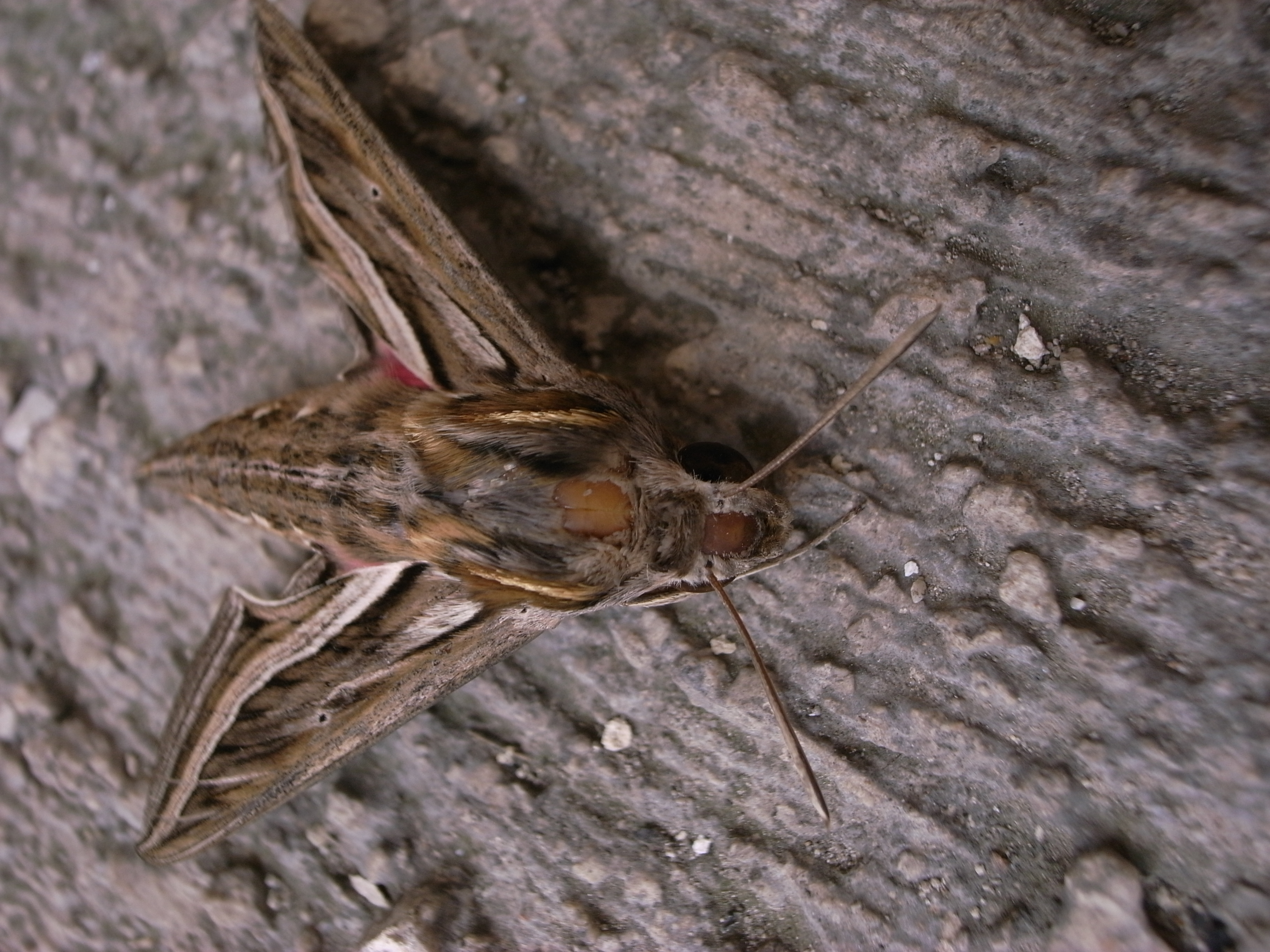
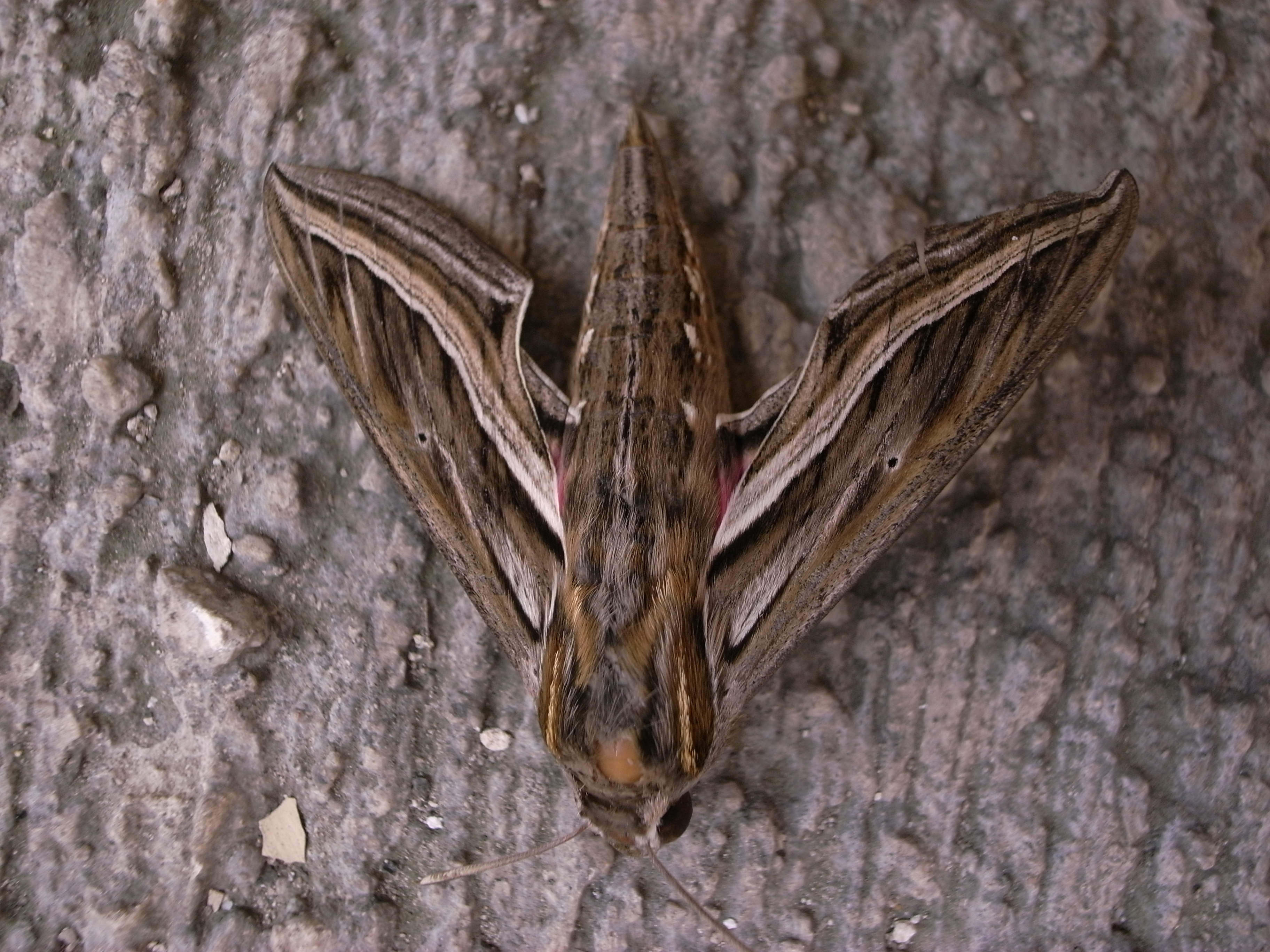
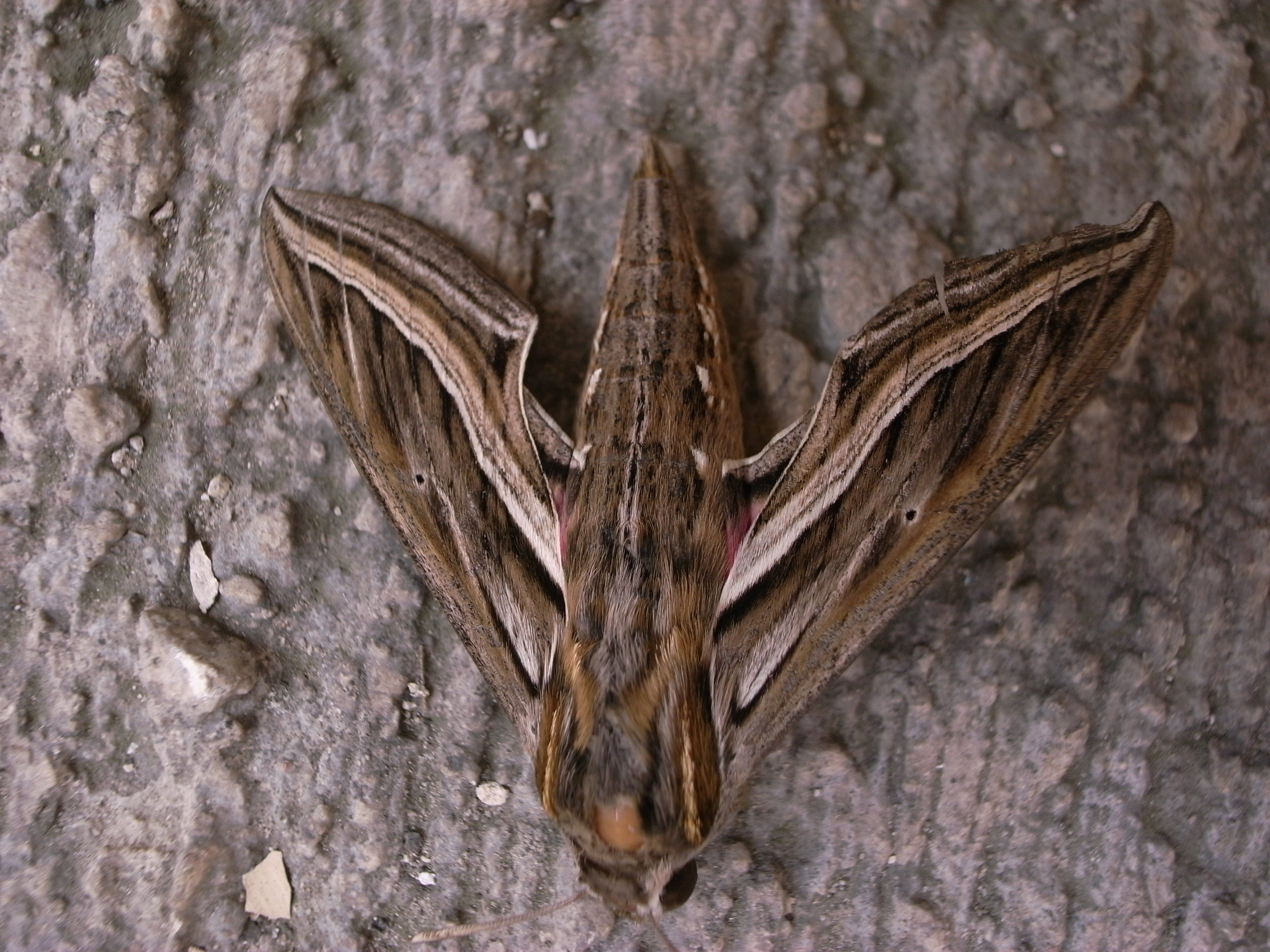

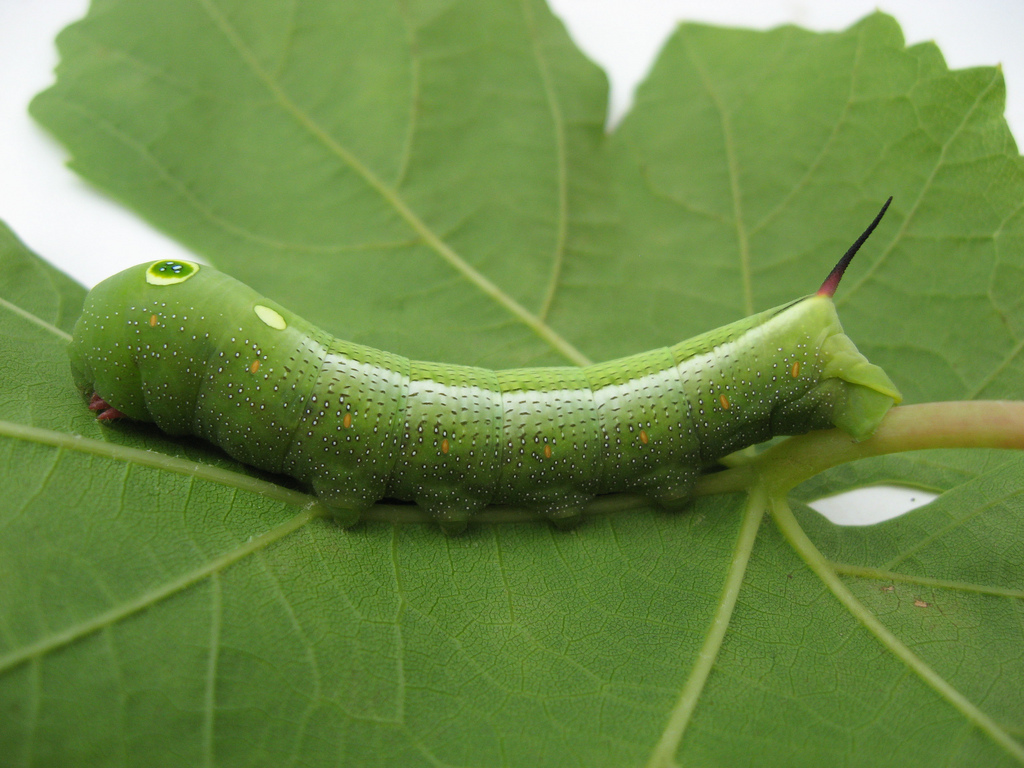
larven
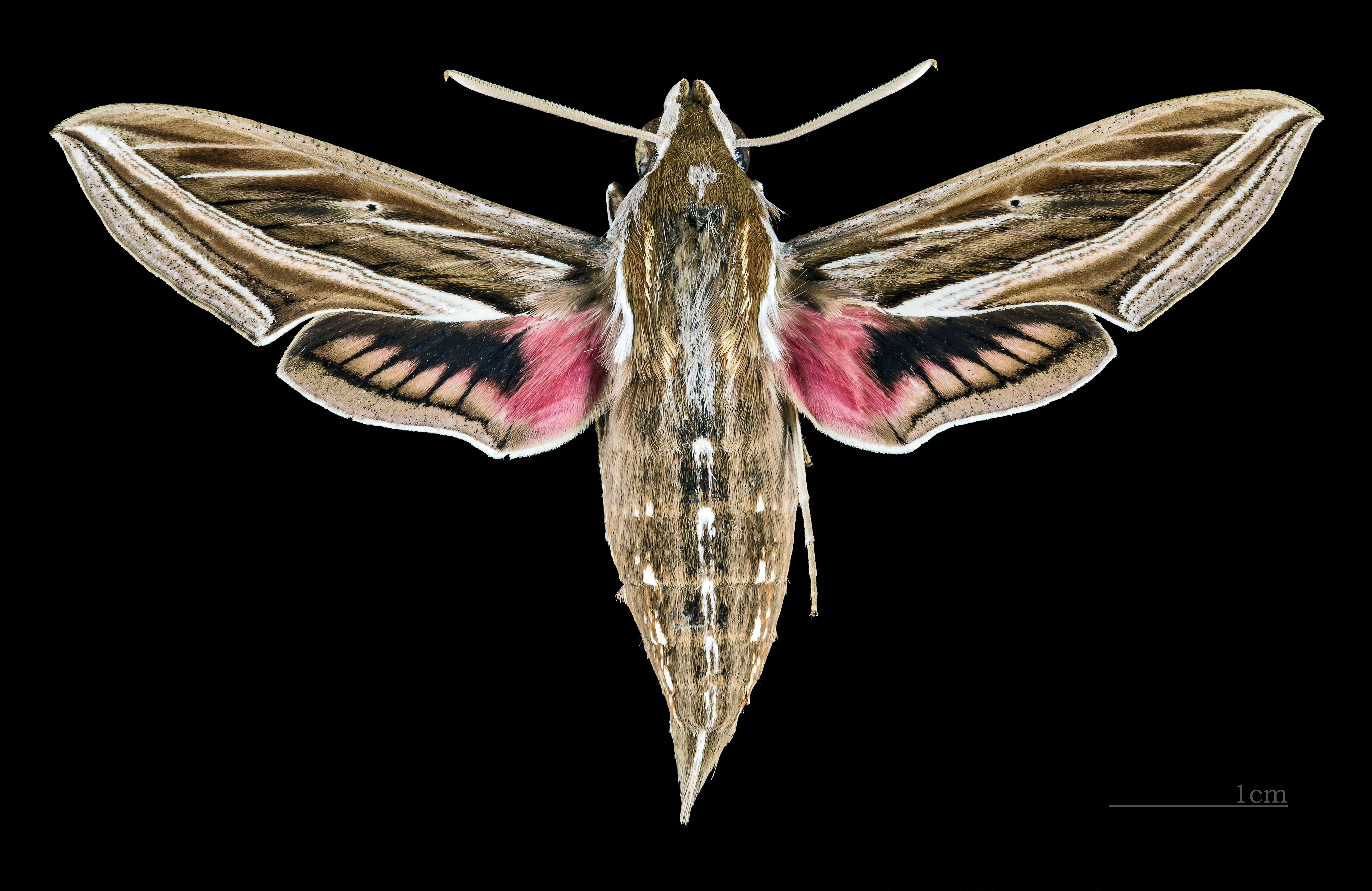
Hippotion celerio ♂
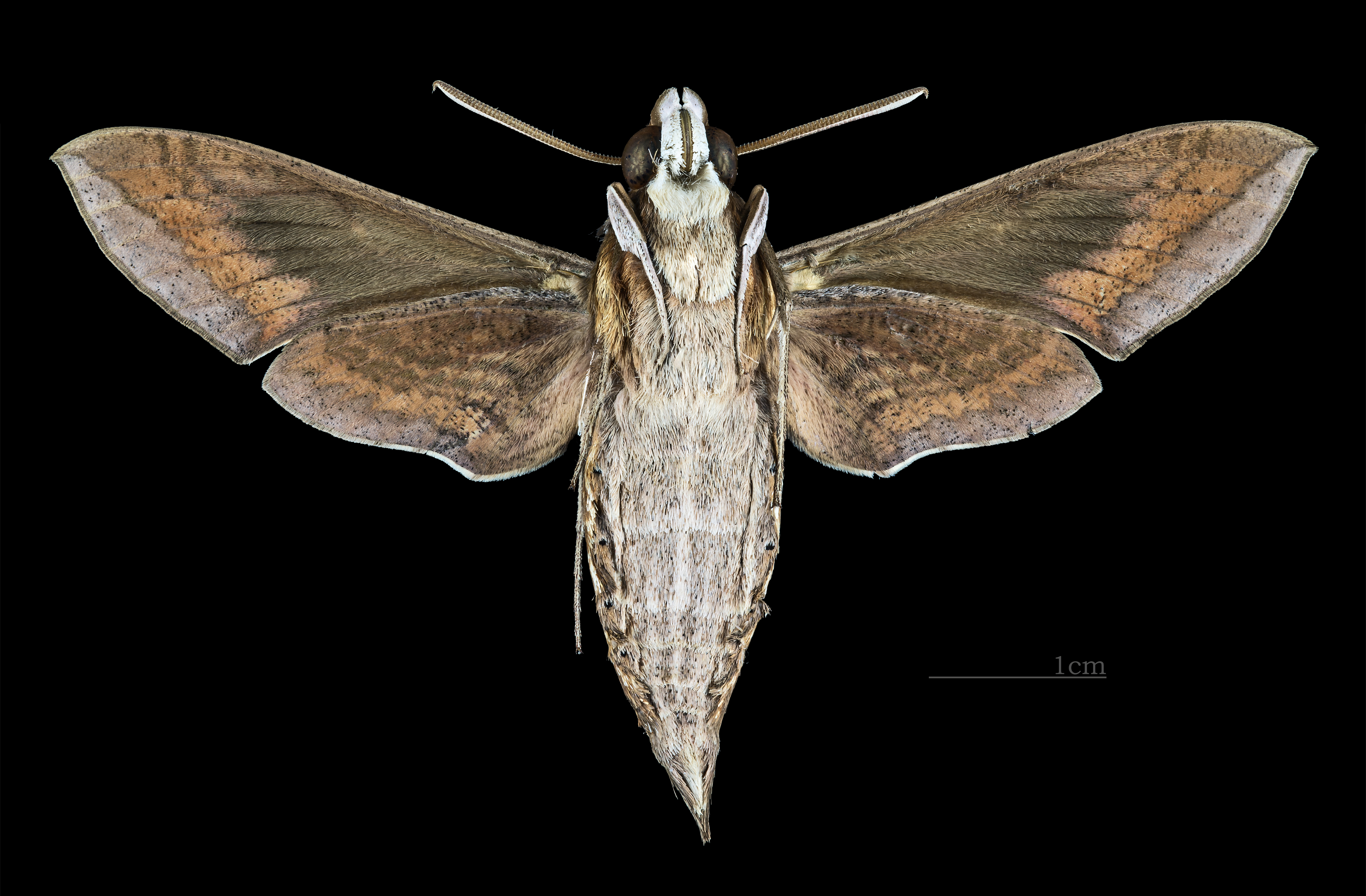
Hippotion celerio  ♂ △
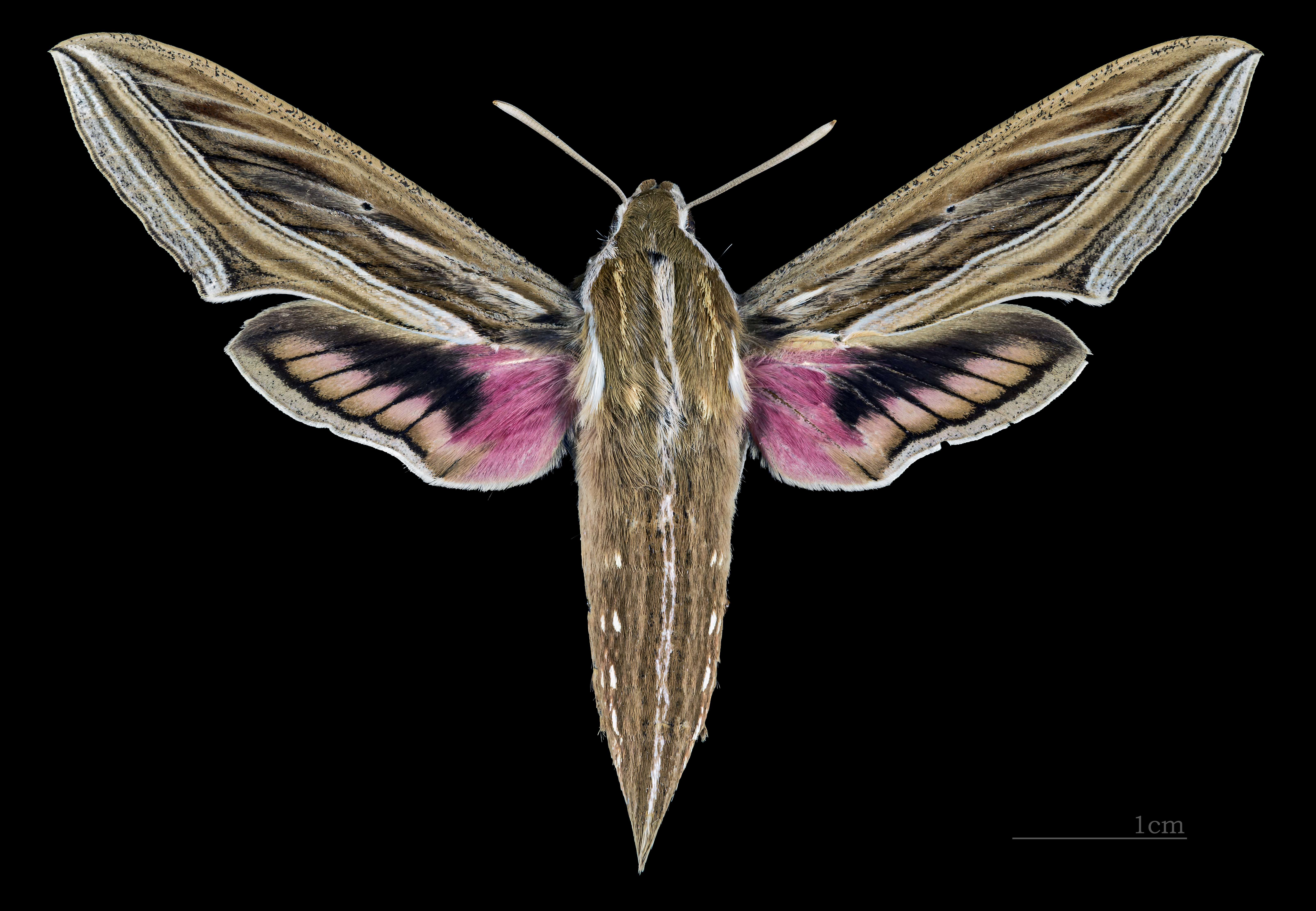
Hippotion celerio  ♀
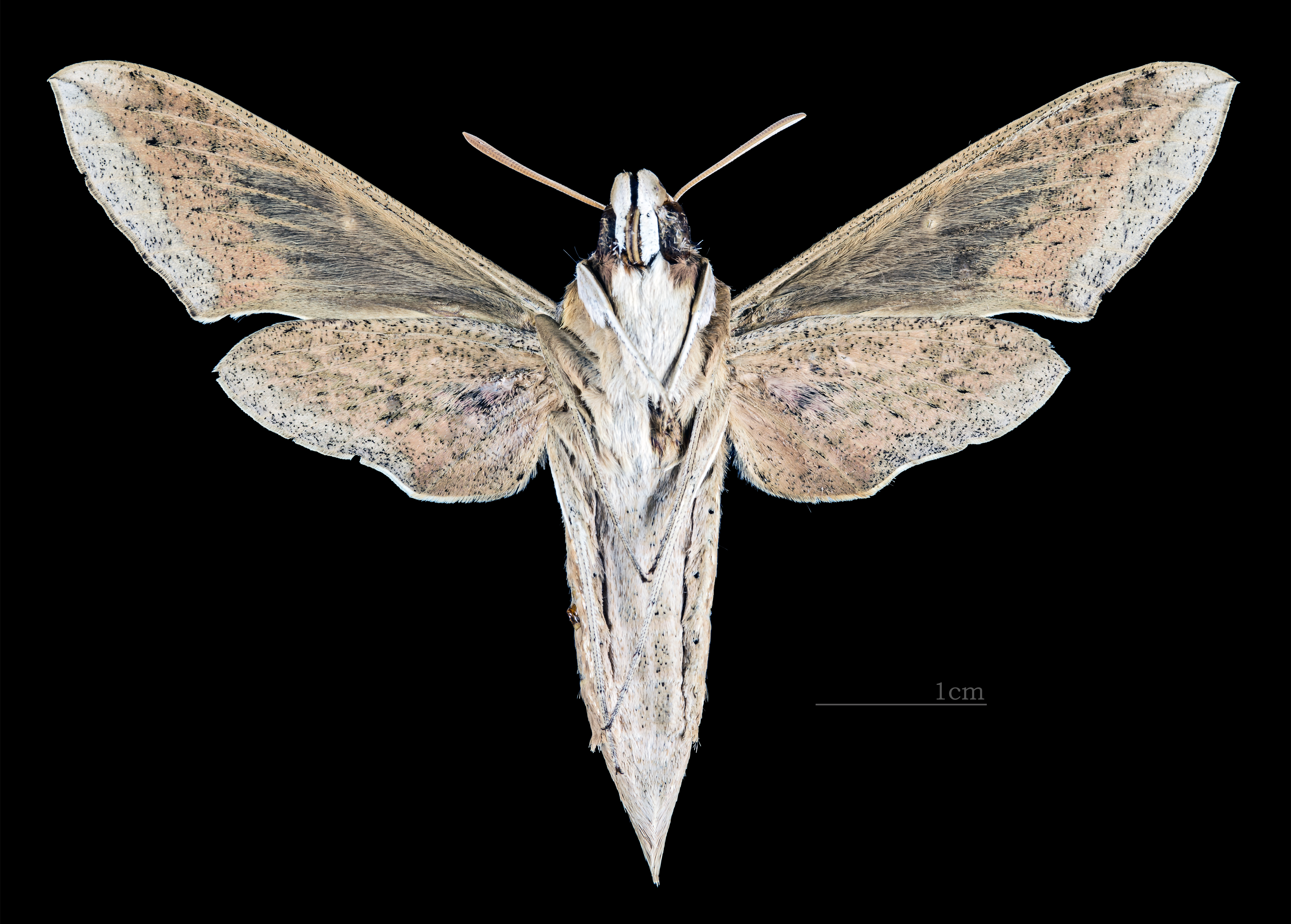
Hippotion celerio  ♀ △